# NGC 6939
NGC 6939 is een open sterrenhoop in het sterrenbeeld Cepheus. Het hemelobject werd op 9 september 1798 ontdekt door de Duits-Britse astronoom William Herschel.

## Synoniemen
- OCL 217